# کانال امید (شبکه تلویزیونی اسرائیلی)
کانال امید! (به عبری: !ערוץ הופ) یک کانال تلویزیونی در اسرائیل است که برای کودکان دو ساله و بزرگ‌تر در نظر گرفته شده‌است. این کانال هر روز در اسرائیل از ساعت ۵ صبح تا ۱۱ بعدازظهر برنامه پخش می‌کند.